# Souppes-sur-Loing
Souppes-sur-Loing ist eine französische Gemeinde mit 4974 Einwohnern (Stand 1. Januar 2022) im Département Seine-et-Marne in der Region Île-de-France. Sie gehört zum Arrondissement Fontainebleau und zum Kanton Nemours.
Die Einwohner nennen sich Sulpiciens.

## Geographie
Souppes-sur-Loing liegt Der Ort liegt am Loing, rund 82 Kilometer südlich von Paris.

### Nachbargemeinden
Umgeben ist Souppes-sur-Loing unter anderem von La Madeleine-sur-Loing, Château-Landon und Poligny.

## Geschichte
Prähistorische Fundstätten, in denen Werkzeuge aus dem Neolithikum entdeckt wurden, erlauben, die erste Besiedlung der Gegend in dieser Zeit zu sehen. Ebenso wurden gallo-römische villae rusticae entdeckt.

### Bevölkerungsentwicklung
| Jahr      | 1962 | 1968 | 1975 | 1982 | 1990 | 1999 | 2007 | 2019 |
| Einwohner | 3612 | 4437 | 4351 | 4326 | 4851 | 5348 | 5605 | 5383 |

## Sehenswürdigkeiten
- Kirche St-Clair-St-Léger, erbaut im 12. Jahrhundert (Monument historique)
- Reste der Abbaye de Cercanceaux, die 1181 von den Zisterziensern gegründet wurde (Monument historique)
- Rathaus, ehemalige Villa aus dem 19. Jahrhundert

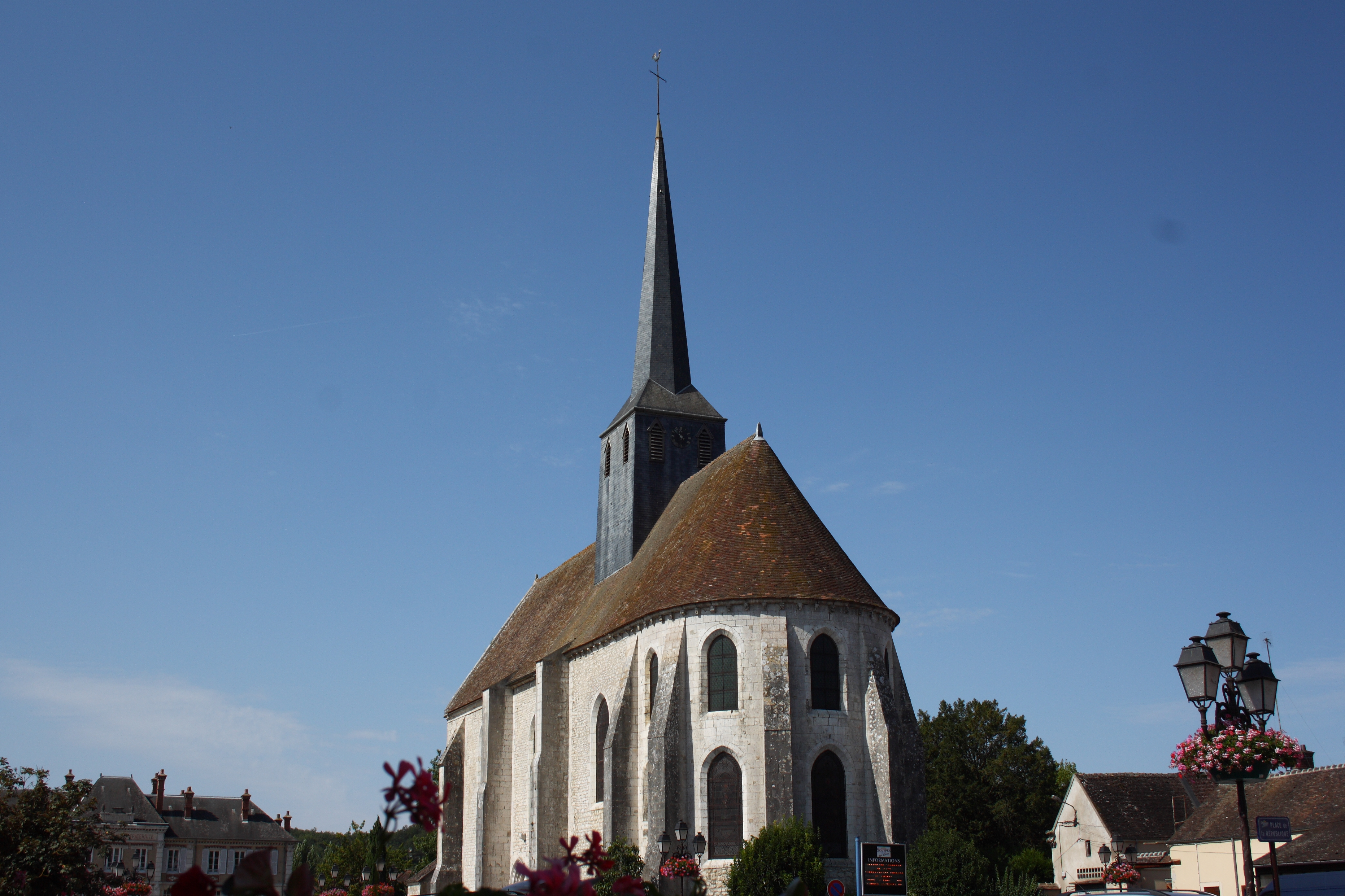
Kirche St-Clair-St-Léger